# Рударско наслеђе у области римске провинције Горње Мезије
Рударство у Горњој Мезији обухвата историју рударства на подручју Горње Мезије, која је била једна од три провинције на подручју Србије током периода римске власти од I до VI века (друге две провинције биле су Далмација и Панонија). О рударству у овим провинцијама за време римског царства остало је много сведочанстава: наративни извори, епиграфски споменици, руднички новац, троскишта, оловни слитци са жиговима итд. Имена рудника (metalla) ипак нису увек тачно утврђена. Тако да се на рудничком новцу чешће могу наћи натписи са називима области, него са називима места (Metalli Dardanici, Metalli Panonnici, Metalli Aureliani, Aeliana Pincensia Metalli Ulpiani и други).
Рудници Горње Мезије оставили су највише археолошких и писаних трагова. Рударство је чинило окосницу привреде Горње Мезије, судећи према бројним писаним и археолошким траговима. Административно, њени рудници били су подељени на: дарданске руднике на југу (Metalli Dardanici) и три рударска региона на северу, које су чинили Шумадија (Metalla Tricornensia), Долина Пека (Metalla Pincensia), и Долина Тимока.

## Дардански рудници
Дардански рудници (Metalli Dardanici) простирали су се од ибарских рудника, преко рудника у сливовима Топлице, Биначке Мораве, Моравице и Јужне Мораве до изворишног дела Тимока. У овим рудницима су се највише експлоатисали сребро са оловом и златоносно сребро, а испирао се и златоносни песак на већини вода источне Дарданије. Поред тога, топиле су се и руде бакра, гвожђа и живе. Седиште свих рудника било је у граду Алпијани (данашња Грачаница на Косову и Метохији), која је вероватно настала захвалјујући рудницима Ново Брдо и Јањево, који су били у близини. Једно од рударских насеља Дарданије откривено је пре тридесетак година код места Сочаница, у долини Ибра. То насеље имало је своју корпорацију људи запослених у руднику сребра, као и све урбанистичке и металуршке објекте развијеног рударског центра. Ово насеље је одликовало и разнолико становништво које је због рударства долазило и из најудаљенијих крајева.

## Шумадијски рудници
Шумадијски рудници (Metalla Tricornensia) су према броју рудника, богатству руда, бројности насеља и количини производа, вероватно били најважнији римски рудници на подручју Јужних Словена. У овим рудницима експлоатисали су се многи метали, пре свега сребро и олово. Рудници који се посебно издвајају су на Авали, Космају и Руднику. На планини Космај видљиви су многи трагови некадашњег рударства. На површини од 5 km², између села Губеревац, Бабе, Парцани и Стојник, регистровано је око 5000 површинских јама и 12 рударских окана, већином античких. О експлоатацији космајских рудника сведоче и релативно савршене топионичарске пећи и веома тешки оловни слитци. Још давне 1875. године, на Космају су се налазиле многобројне гомиле античке троске (око 160). Према последњим проценама, количина космајске троске износи 1.500.000 тона. Троска је сведочанство некадашњег огромног рударско-топионичарског рада, али и као сировина сребра и олова.

## Долине Пека и Тимока
Рудници у долинама Пека и Тимока експлоатисали су злато, гвожђе, бакар и среброносно олово. Само неки од тих рудника се налазе у околини Мајданпека, Витовнице, Бродице и Кучајне. У овим рудницима, Римљани су током I и II века претежно експлоатисали злато, као и испирали златоносни песак. Експлоатација руда у северним деловима Горње Мезије је према писаним изворима, имала непроцењиве вредности и размере. Међутим, не постоје материјални докази да потврде писане изворе, јер систематска археолошка и геолошка истраживања никада нису урађена, као и због тога што су нови рударски радови на неким местима уништили стара рударска постројења.